# 11-cage de Balaban
La 11-cage de Balaban (ou (3-11)-cage de Balaban) est, en théorie des graphes, un graphe régulier possédant 112 sommets et 168 arêtes.
Il porte le nom du mathématicien A. T. Balaban qui en a publié la description en 1973.

## Propriétés

### Propriétés générales
La 11-cage de Balaban est une (3,11)-cage, c'est-à-dire un graphe minimal en nombres de sommets ayant une maille de 11 et étant régulier de degrés 3. C'est en fait l'unique (3-11)-cage. Cette unicité a été prouvée par McKay et Myrvold en 2003.
Le diamètre de la 11-cage de Balaban, l'excentricité maximale de ses sommets, est 8, et son rayon, l'excentricité minimale de ses sommets, est 6. Il s'agit d'un graphe 3-sommet-connexe et d'un graphe 3-arête-connexe, c'est-à-dire qu'il est connexe et que pour le rendre déconnecté, il faut le priver au minimum de 3 sommets ou de 3 arêtes.

### Coloration
Le nombre chromatique de la 11-cage de Balaban est 3. C'est-à-dire qu'il est possible de le colorer avec 3 couleurs de telle façon que deux sommets reliés par une arête soient toujours de couleurs différentes mais ce nombre est minimal. Il n'existe pas de 2-coloration valide du graphe.
L'indice chromatique de la 11-cage de Balaban est 3. Il existe donc une 3-coloration des arêtes du graphe telles que deux arêtes incidentes à un même sommet soient toujours de couleurs différentes. Ce nombre est minimal.

### Propriétés algébriques
Le groupe d'automorphismes de la 11-cage de Balaban est un groupe d'ordre 64.
Le polynôme caractéristique de la 11-cage de Balaban est : {\displaystyle (x-3)x^{12}(x^{2}-6)^{5}(x^{2}-2)^{12}(x^{3}-x^{2}-4x+2)^{2}} {\displaystyle (x^{3}+x^{2}-6x-2)(x^{4}-x^{3}-6x^{2}+4x+4)^{4}(x^{5}+x^{4}-8x^{3}-6x^{2}+12x+4)^{8}}.

## Représentations

Représentation du nombre chromatique de la 11-cage de Balaban : 3.
Représentation de l'indice chromatique de la 11-cage de Balaban : 3.
Représentation alternative du graphe[4].